# HP 로드러너
HP 로드러너(HP LoadRunner)는 휴렛 패커드의 소프트웨어 테스트 도구이다. 응용 프로그램을 테스트하는데 사용되며, 특정 응용 프로그램에 대해 수천 명의 사용자들이 한꺼번에 몰리는 경우 발생할 수 있는 부하를 테스트해 준다. 원래는 로드러너(LoadRunner)라고 불리었으나, 2006년 11월 미국 HP 회사가 머큐리 인터랙티브(Mercury Interactive)사로부터 이 제품을 인수하여, HP 로드러너라고 불린다.

## 구조
- 로드 제네레이터(Load Generator): 스크립트를 기반으로 응용 프로그램에 부하를 발생시킨다.
- VuGen(Virtual User Generator): 스크립트를 만들고 편집한다.
- 컨트롤러(Controller): 로드 제네레이터의 인스턴스를 통제, 실행하고 배열한다.
- 에이전트 프로세스(Agent process): 컨트롤러와 로드 제네레이터 인스턴스 간의 연결을 관리한다.
- 분석(Analysis): 다양한 로드 제네레이터로부터 로그를 모아서 실행 결과 데이터의 시각화 및 데이터 감시를 위한 보고서 서식을 만든다.

다른 애플리케이션과 네트워크 기술을 포착하고, 다시 수행하고 스크립트화할 수 있게 하는 기능은 모듈로 제공된다. 이러한 모듈들은 다음을 지원한다:
- 마이크로소프트 닷넷, 자바를 이용하는 애플리케이션
- 마이크로소프트 SQL 서버, 오라클과 같은 데이터베이스
- DNS, FTP, LDAP과 같은 네트워크 간 프로토콜
- IMAP, MAPI, POP3, SMTP를 포함한 이메일 프로토콜
- 시트릭스 ICA, RDP와 같은 원격 클라이언트 기술